# Refugio de Vida Silvestre Los Pantanos de Villa
Das Refugio de Vida Silvestre Los Pantanos de Villa ist ein Schutzgebiet in West-Peru im Distrikt Chorrillos der Provinz Lima. Das Schutzgebiet wurde am 31. August 2006 eingerichtet. Verwaltet wird es von der staatlichen Naturschutz-Agentur Servicio Nacional de Areas Naturales Protegidas por el Estado (SERNANP). Das Areal besitzt eine Fläche von 2,63 km². Es entspricht der IUCN-Kategorie IV und damit einem Biotop- und Artenschutzgebiet. Das Refugio de Vida Silvestre Los Pantanos de Villa dient der Erhaltung einer subtropischen Sumpflandschaft an der Pazifikküste. Es ist seit 20. Januar 1997 als Ramsar-Gebiet ausgewiesen.

## Lage
Das Schutzgebiet befindet sich an der Pazifikküste im Distrikt Chorrillos knapp 20 km südsüdöstlich vom Stadtzentrum von Lima. Die maximale Längsausdehnung des Feuchtgebietes beträgt etwa 3,3 km. Im Südosten trennt ein Küstenstreifen das Gebiet vom Meer. Ansonsten wird das Schutzgebiet von Wohngebieten eingerahmt. Die Nationalstraße 1S (Panamericana) verläuft unweit der nordöstlichen Schutzgebietsgrenze.

## Ökosystem
Auf den fünf Wasserflächen und in der Ufervegetation leben etwa 210 Vogelarten. In den Monaten November und Dezember finden sich zwischen 15.000 und 20.000 Zugvögel in dem Gebiet ein, die zum Teil von der Nordhalbkugel kommen, um hier zu bleiben oder einen Zwischenstopp auf ihrem Weg noch weiter nach Süden einzulegen. Die Zugvögel lassen sich gemäß ihrer Herkunft, Nordamerika, Südamerika, die Anden oder aus der näheren Umgebung, einteilen. Eine Auswahl der Vogelwelt im Schutzgebiet: der Garnot-Sturmvogel (Pelecanoides garnotii), der Chilepelikan (Pelecanus thagus), der Guanokormoran (Phalacrocorax bougainvilliorum), der Guanotölpel (Sula variegata), der Inkataucher (Podiceps occipitalis) und das Riesenblässhuhn (Fulica gigantea). Weitere Vögel in dem Gebiet sind der Drosseluferläufer (Actitis macularius), die Stockente (Anas platyrhynchos), der Bergstrandläufer (Calidris mauri), der Wanderfalke (Falco peregrinus), der Kiebitzregenpfeifer (Pluvialis squatarola) und der Dreifarbenreiher (Egretta tricolor).
Zur Flora im Schutzgebiet gehören Distichlis spicata aus der Familie der Süßgräser und die Rohrkolben-Art Typha dominguensis.